# Chevrolet Venture
La Venture è un'autovettura prodotta dalla Chevrolet dal 1997 al 2005.

## Il contesto
Il modello sostituì la Lumina APV. Vetture quasi identiche alla Venture vennero vendute nel Regno Unito come Vauxhall Sintra e nel resto d'Europa come Opel Sintra. Questi modelli commercializzati in Europa vennero modificati per adattarsi alle normative del vecchio continente. Nel 2005 la Venture fu sostituita dalla Chevrolet Uplander. La Venture, insieme alle Opel/Vauxhall Sintra, venne prodotta a Doraville, in Georgia. Anche la Opel collaborò alla realizzazione del progetto.

## Storia

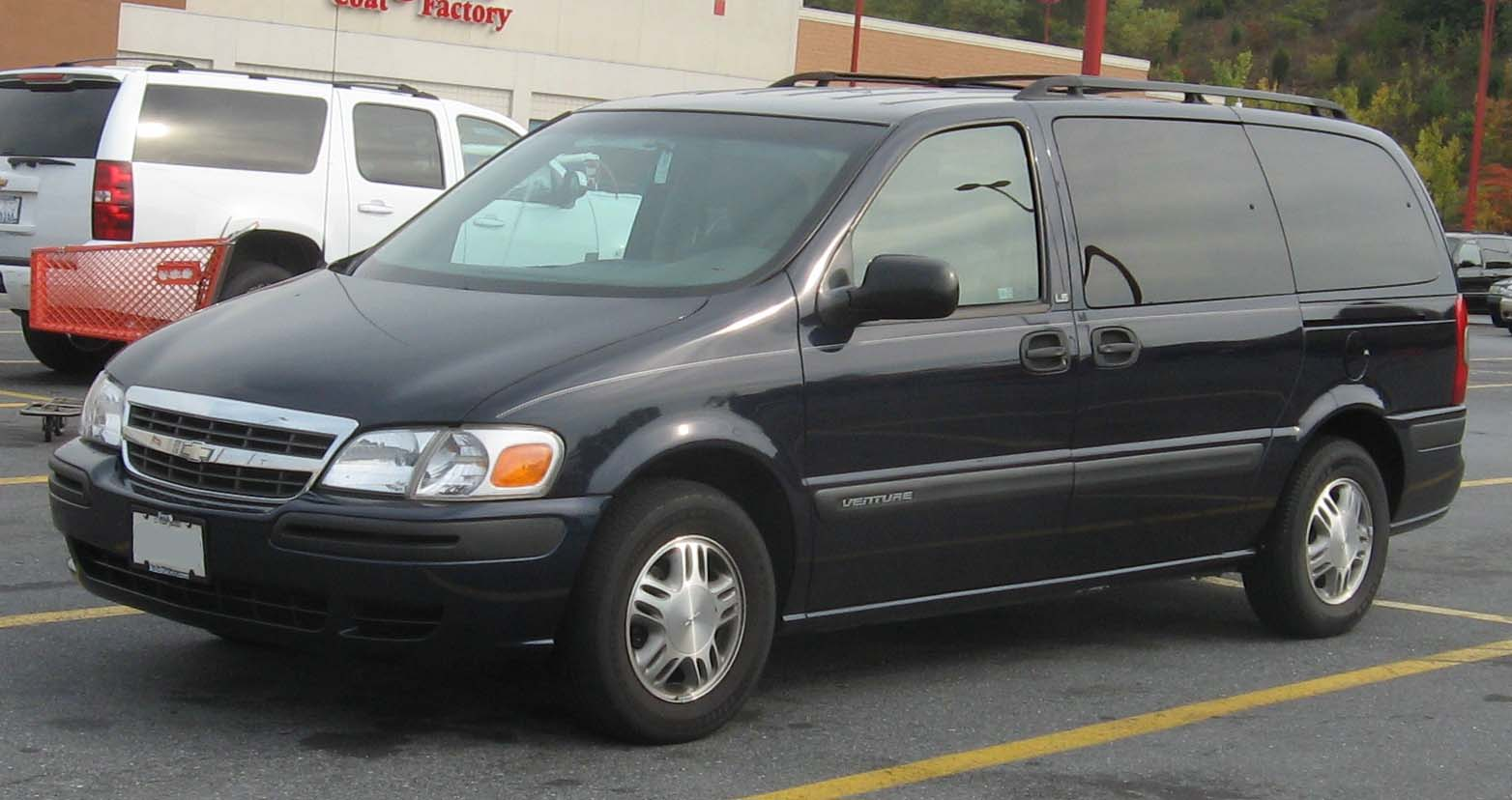
Chevrolet Venture LWB del 2001–2005

La Venture fu introdotta sul mercato nel 1996 per il model year 1997 come sostituta della Lumina APV, che era caratterizzata dall'avere una linea piuttosto particolare. Il primo esemplare di Venture uscì dalle catene di montaggio il 6 agosto 1996.
La Venture era offerta con tre livelli di allestimento, base, LS e LT. Il livello base aveva un passo corto e possedeva, all'interno, una tappezzeria di tessuto, dei sedili anteriori singoli con poggiatesta fissi, un sedile posteriore a divanetto e, all'esterno, dei cerchioni in acciaio. L'allestimento LS era disponibile sia a passo corto che lungo, ed aveva in dotazione cerchioni in alluminio, vari tipi di configurazione dei sedili, dei poggiatesta regolabili, gli airbag laterali, gli alzacristalli elettrici (opzionali sull'allestimento base) ed un sistema di apertura della serratura delle porte remoto, che utilizzava un telecomando in sostituzione delle comuni chiavi. Esso si attivava, sbloccando le portiere, quando il telecomando era ad una certa distanza dall'auto. L'allestimento LT era la versione appena superiore dell'allestimento LS; era offerto solo con passo lungo ed aveva in dotazione i sedili regolabili elettricamente (opzionali sugli allestimenti base e LS), gli interni in pelle (disponibili però tra gli optional), le barre portatutto sul tetto (opzionali sugli allestimenti base e LS) e la portiera del conducente scorrevole. Quest'ultima fu opzionale sugli allestimenti base e LS dal 1997 al 1999, dopo di cui venne offerta di serie su tutti gli allestimenti. L'ABS era tra la dotazione di serie di tutte le Venture dal 1997 al 2002, dopo di cui diventò opzionale sulla versione base.

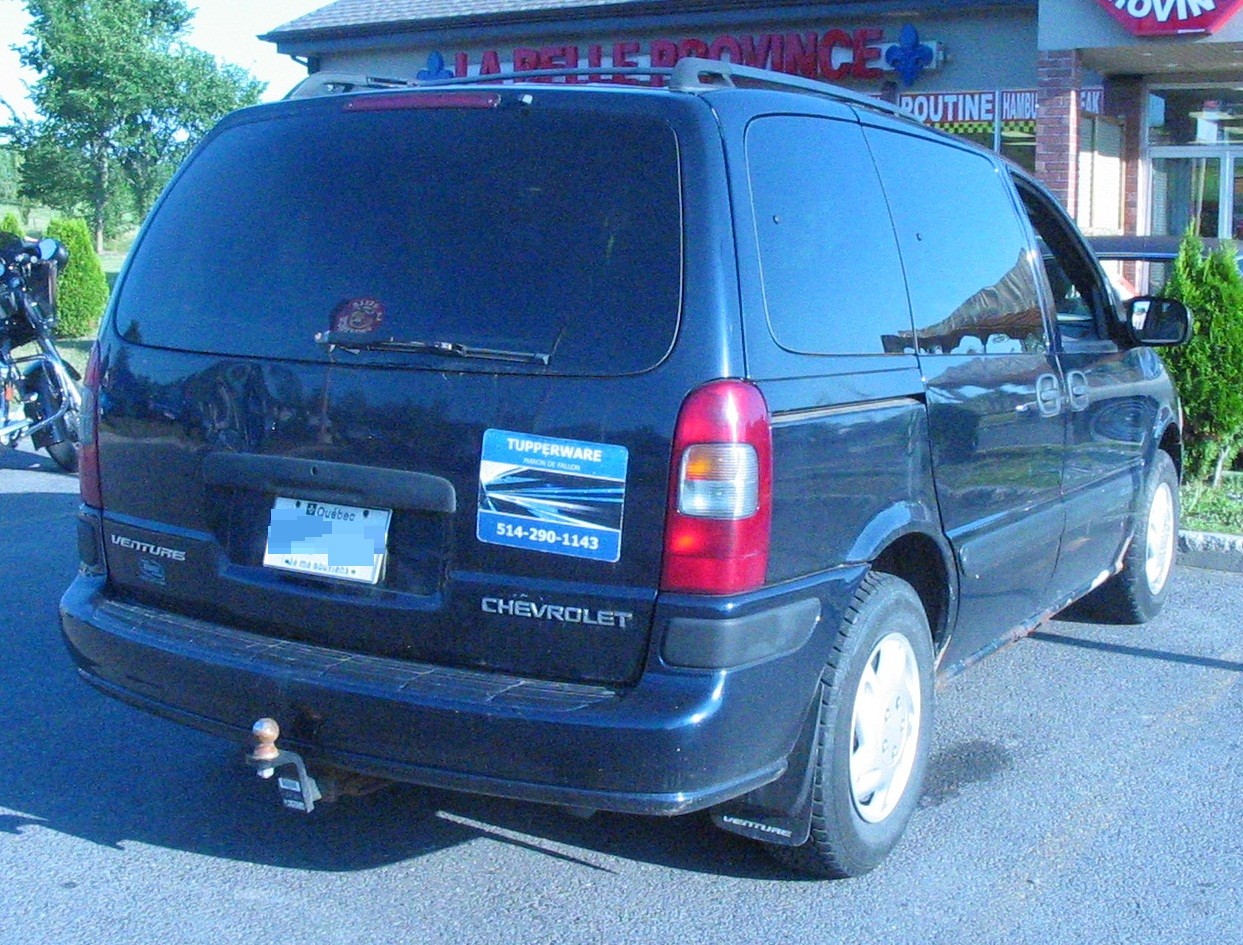
Vista posteriore di una Chevrolet Venture

La Venture aveva installato un motore V6 da 3,4 L erogante inizialmente 180 CV di potenza. Dopo il 1999, il propulsore fu aggiornato, ed ora produceva 5 CV in più, portando la potenza massima sviluppata a 185 CV. Nell'occasione vennero introdotti gli allarmi per le cinture di sicurezza non allacciate, per le portiere chiuse non completamente e per il livello del carburante troppo basso. Tutte le Venture utilizzavano un cambio automatico 4T65-E a quattro rapporti. Il modello era basato sul pianale U della General Motors ed era disponibile in due versioni di carrozzeria, monovolume tre o quattro porte. Il motore era installato anteriormente.

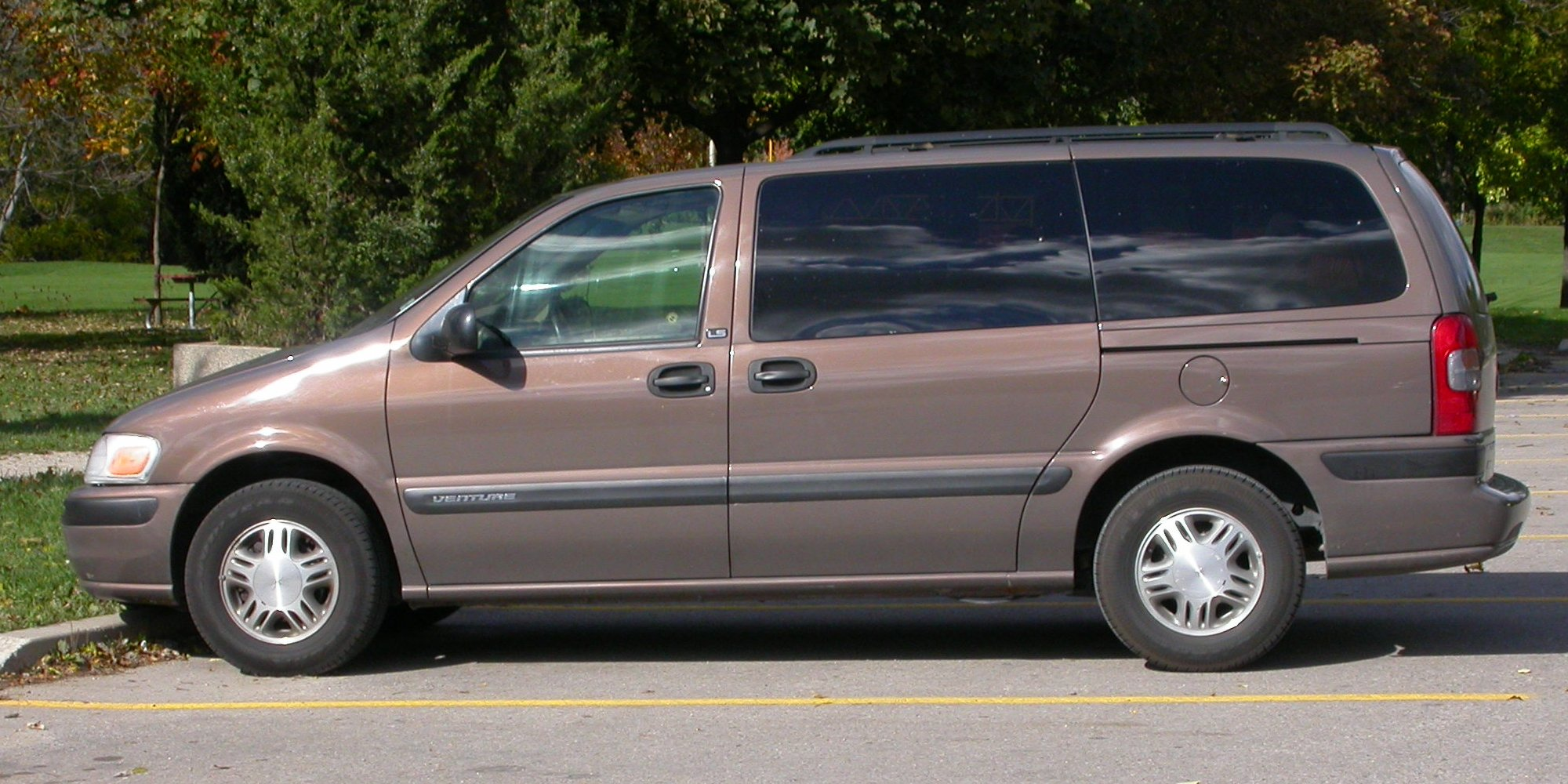
Vista laterale di una Chevrolet Venture

La Venture fu una delle poche monovolume ad avere la possibilità, opzionale, di poter ospitare fino ad otto passeggeri. Infatti, la maggior parte delle monovolume potevano trasportare al massimo sette passeggeri. La linea esteriore fu aggiornata nel 2001, e nell'occasione venne offerto un sistema di allarme che avvisava il conducente della presenza di ostacoli dietro il veicolo. Nel 2002 venne introdotto un sistema a trazione integrale; di norma, la trazione era infatti solo anteriore. Sempre nel 2002 venne introdotto un nuovo volante; quest'ultimo, che era equivalente a quello installato sulle Impala prodotte dal 2000 al 2005, sostituì quello precedente, che si poteva trovare anche sulle Lumina assemblate dal 1995 al 2001. L'opzionale configurazione della disposizione dei passeggeri nell'abitacolo ("2-3-2") fu eliminata in favore delle più convenzionali disposizioni "2-2-3" e "2-3-3". Le vendite furono tiepide, ed uno degli aspetti più controversi fu la larghezza relativamente contenuta del veicolo, che fu concepito in questo modo per essere adatto anche per le strade europee.
Il modello era disponibile sia con passo corto che lungo. La terza fila di sedili fu progettata per formare, una volta piegata, un piano orizzontale rialzato. Ciò era all'opposto di quanto avveniva sui modelli Honda, Mazda e Nissan, dove lo schienale scompariva in un pozzetto ricavato nel pavimento, proprio dietro la terza fila. Sulla Venture, questo sistema venne introdotto nel 2001, e fu disponibile sui modelli LS e Warner Bros.
La Venture fu sostituita dopo il 2005 dalla Chevrolet Uplander, che era essenzialmente il modello aggiornato della versione a passo lungo, a cui era stata disegnata una lunga parte anteriore, che serviva principalmente per attutire gli urti frontali, conferendo nel contempo alla vettura uno stile che richiamava quello dei SUV.
Nell'ultimo anno di produzione, negli Stati Uniti, l'unica versione della Venture disponibile era quella a passo lungo, mentre in Canada era offerte entrambe le versioni. L'ultimo esemplare di Venture uscì dalle catene di montaggio il 24 giugno 2005.